# Maleo Reggae Rockers
Maleo Reggae Rockers – polski zespół wykonujący reggae. Zespół został założony w 1997 roku przez Dariusza „Maleo” Malejonka. W 1998 roku wydał on swoją pierwszą Za-Zu-Zi, a 21 listopada 2006 roku ukazała się druga studyjna płyta zespołu pt. Reggaemova. Trzecia studyjna płyta Addis Abeba ukazała się 3 sierpnia 2009 roku. Maleo Reggae Rockers wystąpił podczas czterech Przystanków Woodstock – w 2002 i 2003 roku w Żarach oraz w 2006 i 2010 roku w Kostrzynie nad Odrą. 12 lipca 2012 roku, zespół wystąpił w Dębowcu, na XXV Międzynarodowym Saletyńskim Spotkaniu Młodych.
Nagrania zespołu zostały wykorzystane w filmach Spona (1998, reż. Waldemar Szarek), Poniedziałek (1998, reż. Witold Adamek) oraz Osiemnaście (2004, reż. Przemysław Młyńczyk).

## Dyskografia
Albumy
| Za-Zu-Zi                                                       | - Data: 31 grudnia 1998 - Wydawca: Izabelin Studio             | –  |
| Reggaemova                                                     | - Data: 27 listopada 2006 - Wydawca: Universal Music Polska    | 99 |
| Addis Abeba                                                    | - Data: 3 sierpnia 2009 - Wydawca: Universal Music Polska      | 10 |
| Rzeka dzieciństwa                                              | - Data: 1 lipca 2011 - Wydawca: Universal Music Polska         | 19 |
| Revolution                                                     | - Data: 28 listopada 2013 - Wydawca: Lou & Rockers Boys        | –  |
| Wake Up                                                        | - Data: 13 listopada 2015 - Wydawca: Universal Music Polska    | –  |
| 20 lat Maleo Reggae Rockers - bez Was nie ma nas - Dziękujemy! | - Data: 31 października 2017 - Wydawca: Universal Music Polska | –  |
| „–” album nie był notowany.                                    |                                                                |    |

Notowane utwory
| Tytuł                                        | Rok  | Pozycja na liście | Album       |
| Tytuł                                        | Rok  | LP3               | Album       |
| -------------------------------------------- | ---- | ----------------- | ----------- |
| „Ostrożnie!”                                 | 2006 | 17                | Reggaemova  |
| „Reggae radio” (gościnnie: EastWest Rockers) | 2009 | 32                | Addis Abeba |

Albumy koncertowe
| Tytuł                                            | Dane dot. albumu                                     |
| ------------------------------------------------ | ---------------------------------------------------- |
| Maleo Reggae Rockers & Michael Black Live 2002   | - Data: 31 lipca 2003 - Wydawca: Polskie Radio S.A.  |
| Maleo Reggae Rockers z Przystanku Woodstock 2003 | - Data: 15 kwietnia 2004 - Wydawca: Złoty Melon, EMI |
| Maleo Reggae Rockers & Goście                    | - Data: 10 grudnia 2010 - Wydawca: Złoty Melon       |

Kompilacje różnych wykonawców
| Tytuł                                   | Dane dot. albumu                                                                   |
| --------------------------------------- | ---------------------------------------------------------------------------------- |
| Morowe panny                            | - Data: 10 sierpnia 2012 - Wydawca: MTJ Agencja Artystyczna                        |
| Panny wyklęte                           | - Data: 14 września 2013 - Wydawca: Fundacja Niepodległości                        |
| Tribute to Moskwa                       | - Data: 2014 - Wydawca: HRPP Records                                               |
| Panny wyklęte: wygnane vol. 1           | - Data: 8 listopada 2014 - Wydawca: Fundacja Niepodległości                        |
| Panny wyklęte: wygnane vol. 2           | - Data: 18 maja 2015 - Wydawca: Fundacja Niepodległości                            |
| Panny Sprawiedliwe wśród Narodów Świata | - Data: 9 lutego 2017 - Wydawca: MTJ Agencja Artystyczna, Narodowe Centrum Kultury |

## Nagrody i wyróżnienia
| Rok  | Kategoria                     | Tytułem           | Nagroda        | Nota      | Źródło |
| ---- | ----------------------------- | ----------------- | -------------- | --------- | ------ |
| 2012 | Album roku hip-hop/reggae/R&B | Rzeka dzieciństwa | Fryderyki 2012 | Nominacja | [ 19 ] |
| 2016 | Album roku muzyka korzeni     | Wake Up           | Fryderyki 2016 | Nominacja | [ 20 ] |